# Oughtasar
L'Oughtasar est une montagne d'Arménie située dans le marz de Syunik, à 15 km au nord de Sisian. La frontière avec l'Azerbaïdjan passe sur son versant nord-est. Il s'agit d'un volcan éteint. À son sommet se trouve un petit lac dans l'ancien cratère du volcan. Cette montagne est essentiellement constituée de roches basaltiques. Le sommet de l'Oughtasar culmine à environ 3 500 mètres d'altitude.

## Les pétroglyphes de l'Oughtasar
Autour de l'ancien cratère et sur les pentes du volcan se trouvent plusieurs centaines de pétroglyphes réalisés entre la fin de l'âge du bronze et le début de l'âge du fer. Ces dessins furent réalisés sur les pierres et représentent essentiellement des animaux (bouquetins, cerfs et serpents), ainsi que des anthropomorphes, souvent en état d'adoration ou dans des scènes de chasse.

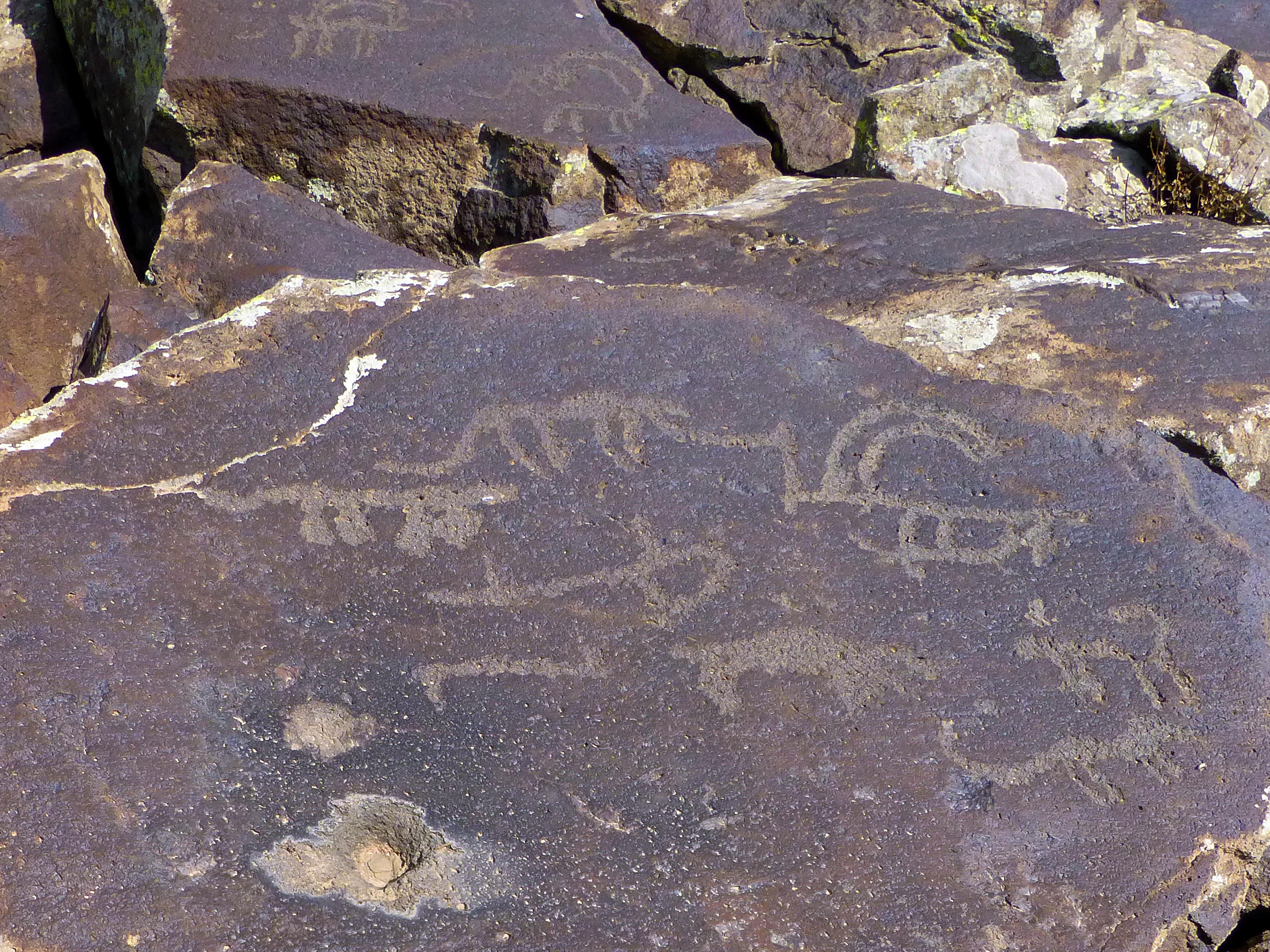
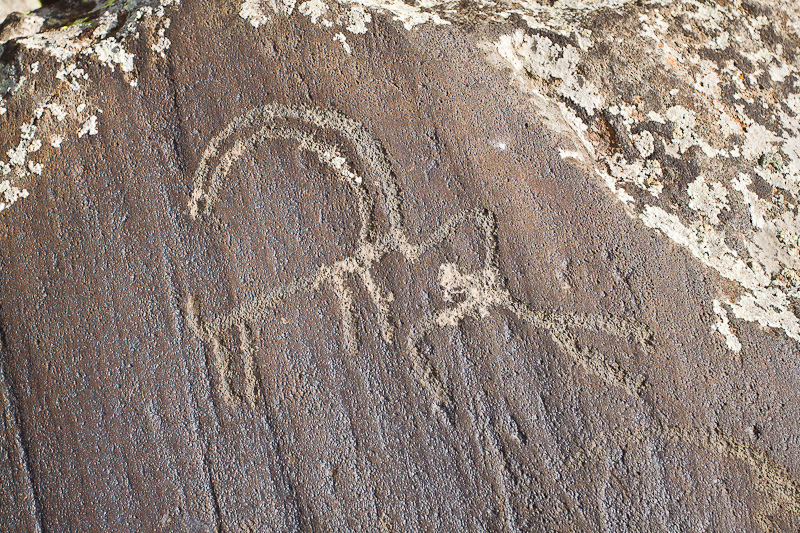
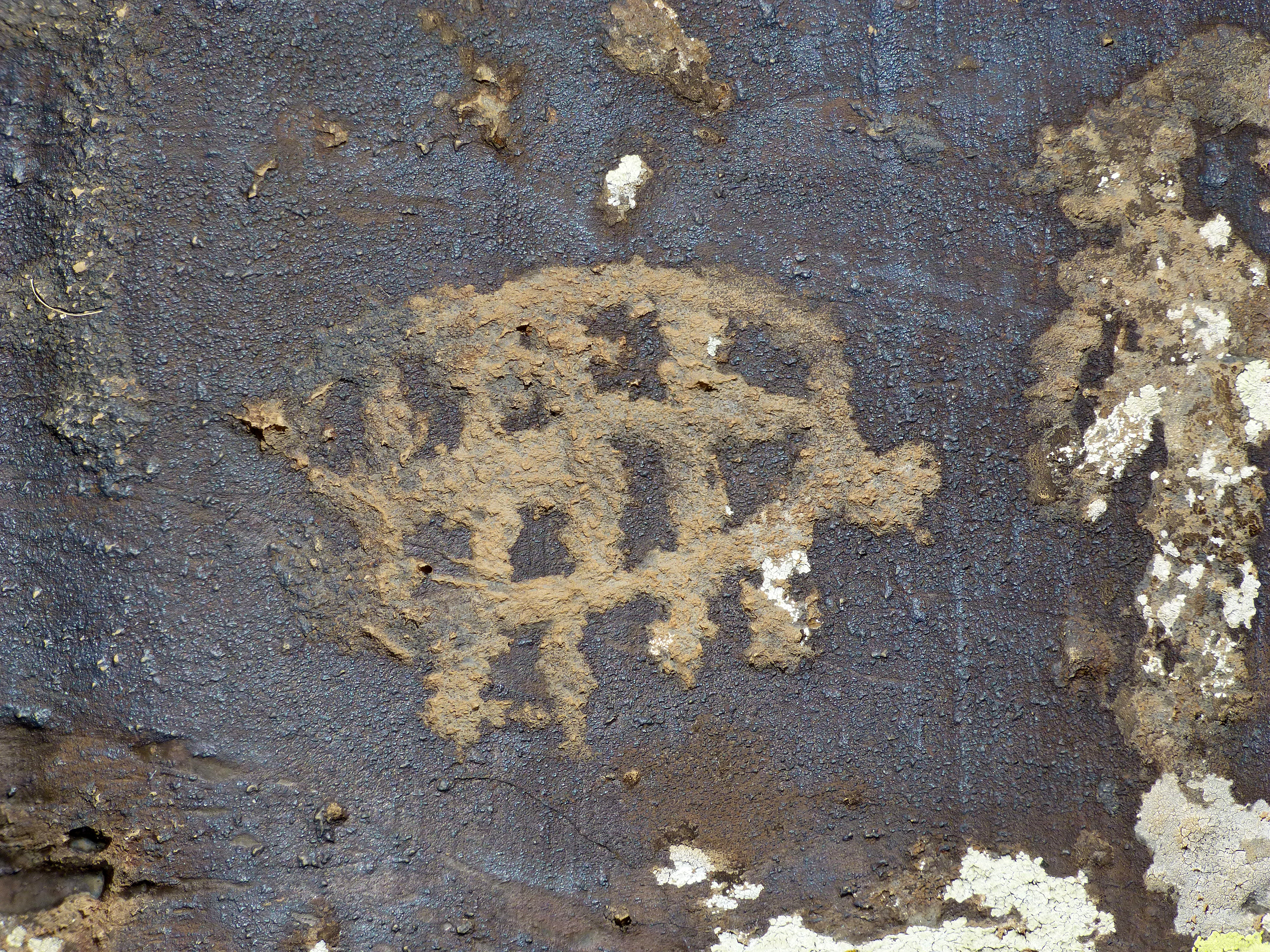
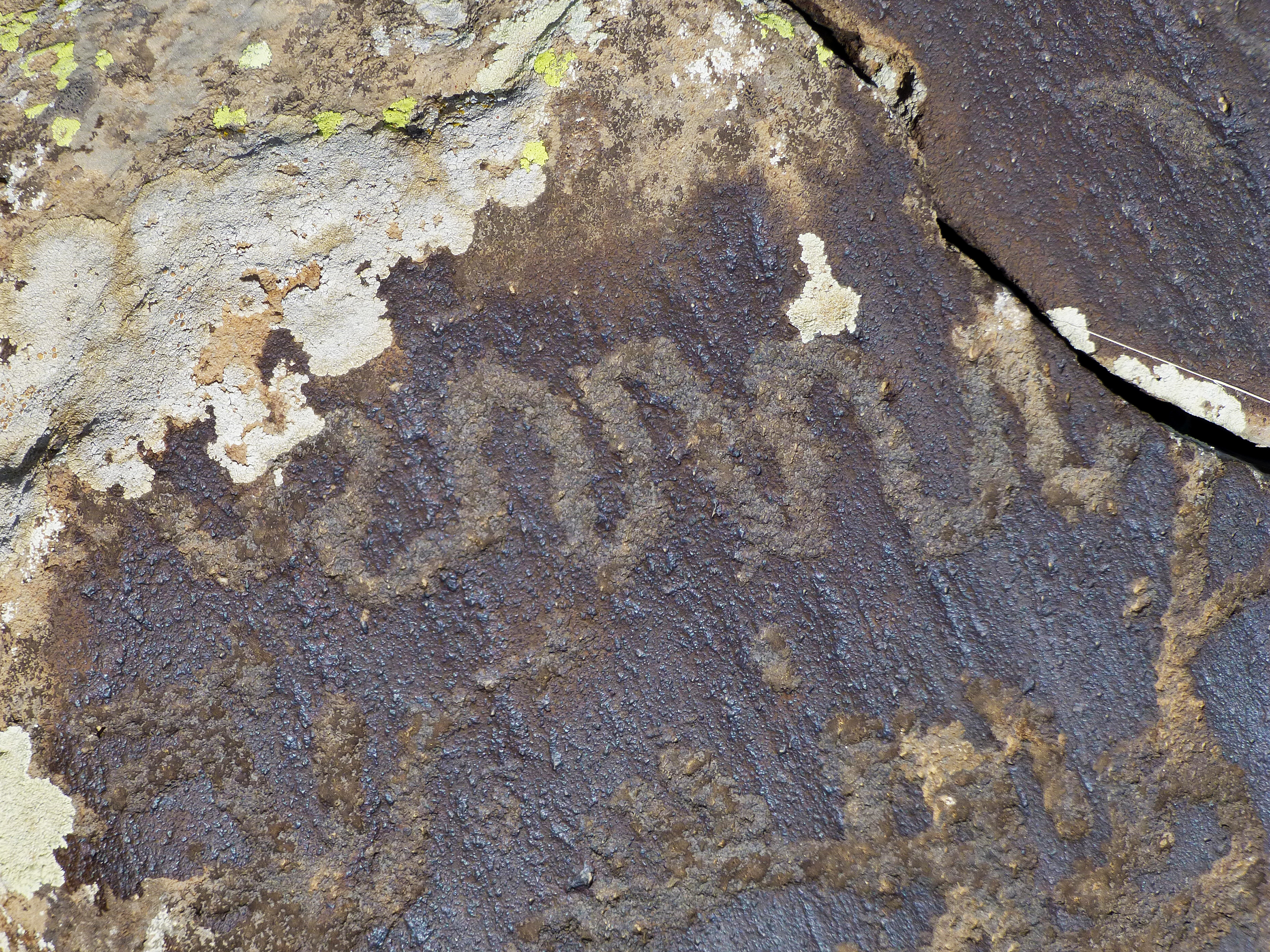
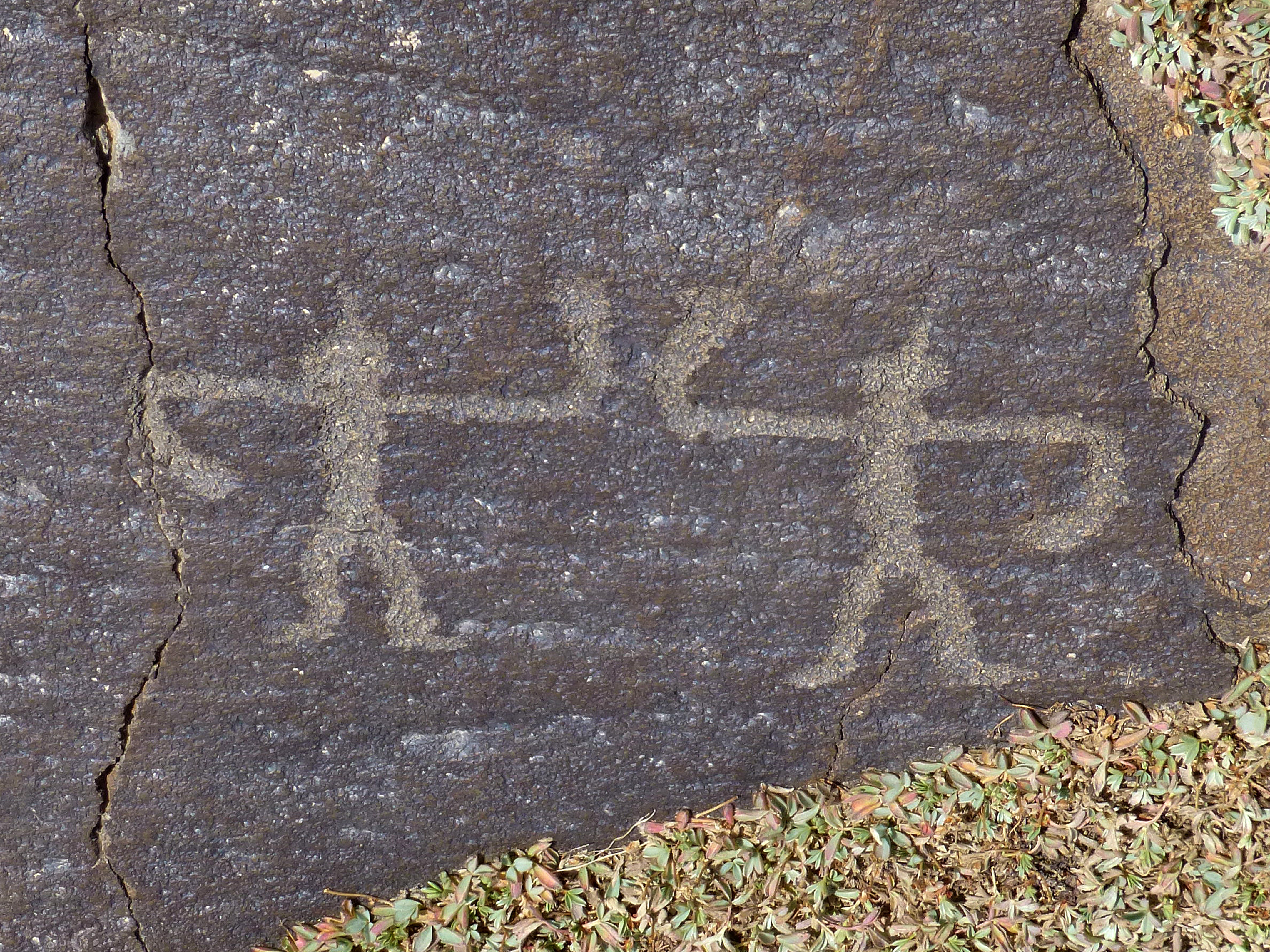